# William Quan Judge

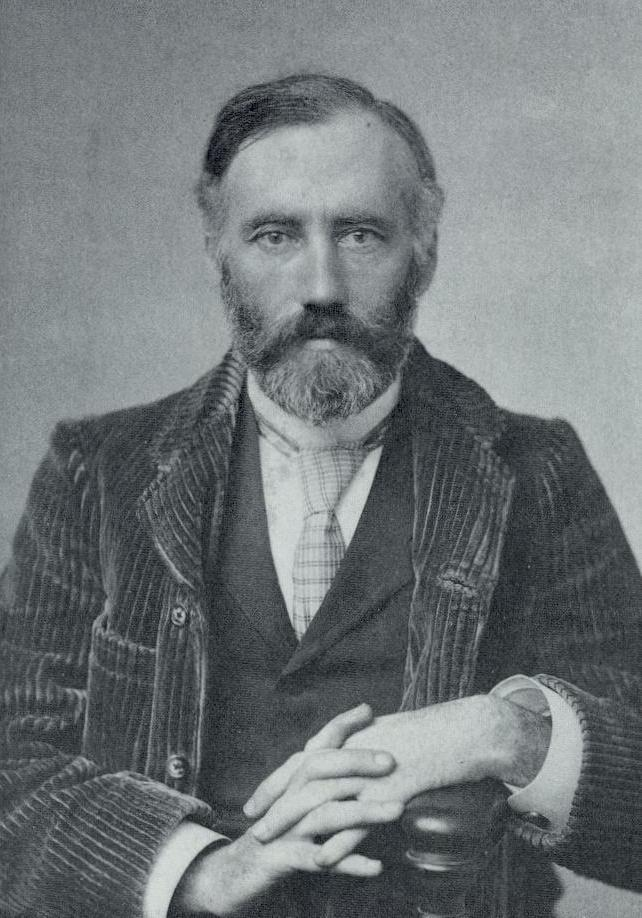
William Quan Judge

William Quan Judge (Dublin, 13 april 1851 – New York, 21 maart 1896) was medestichter van de Theosophical Society, 

## Levensloop
Judge was de zoon van Frederic H. Judge en Alice Mary Quan. Zijn moeder stierf bij de geboorte van het zevende kind. In 1864 emigreerde het gezin naar New York. Judge studeerde rechten terwijl hij bij zijn vader woonde, die kort daarna stierf. Hij werd Amerikaans staatsburger toen hij 21 jaar oud was. In mei 1872 werd Judge toegelaten tot de orde van advocaten. Hij trouwde in 1874 met Ella M. Smith, een onderwijzeres. In 1893 verhuisden ze van Brooklyn naar New York.
Judge was heel erg geïnteresseerd in religie, magie en de Rozenkruisers. In 1875 was hij een medestichter van de Theosophical Society, samen met Helena Petrovna Blavatsky en Henry Steel Olcott. In 1877 kondigde Blavatsky aan dat ze naar India zou gaan. In tegenstelling tot Olcott was het voor Judge niet mogelijk om mee te gaan. Hij had verplichtingen ten opzichte van zijn echtgenote en dochtertje. Zijn dochtertje zou overlijden op zeer jonge leeftijd.
Judge wilde genoeg geld bijeen krijgen om ook naar India te gaan en wilde tevens zijn echtgenote met genoeg geld achterlaten. Hij raakte betrokken bij een aantal speculatieve zakelijke ondernemingen. Hij ging naar Campana in Venezuela en dacht daar genoeg geld te kunnen verwerven in de mijnbouw. Hij kreeg er Chagres-koorts, een kwijnende ziekte waarvan hij nooit volledig zou herstellen. Na een tijd keerde hij terug naar New York, armer dan tevoren. Hij kreeg een nieuw aanbod en ging naar Mexico. Ook daar mislukte zijn onderneming en Judge keerde ontmoedigd terug.
In 1883 kwam een einde aan zijn speculatieve ondernemingen in Zuid-Amerika. Hij had heel wat schulden en zijn advocatenpraktijk was geruïneerd door zijn lange afwezigheid. De schulden zou hij geleidelijk aflossen in de loop van zijn leven.
Judge nam zijn theosofische werk weer op en hielp bij het oprichten van de Aryan Theosophical Society van New York. Om belangstelling te wekken hield hij bijeenkomsten. In 1884 had Judge het gevoel dat hij naar Adyar in India kon gaan. Hij ging naar Engeland waar hij de Sinnetts, de Arundales en andere leden in Londen bezocht. Daarna voegde hij zich bij Blavatsky en Olcott in Parijs. Op hun verzoek verbleef hij er een tijdje en hielp Blavatsky bij wat De Geheime Leer zou worden.
Ondertussen ontstond er in India een crisis tussen het echtpaar Coulomb en het dagelijkse bestuur van Adyar. Het echtpaar werd gevraagd te vertrekken en de Coulombs namen contact op met The Christian College Magazine in Madras. Voor geld wilden ze 'belastende informatie' verstrekken over Blavatsky en de Theosophical Society.
Judge reisde naar India. Van Olcott, voorzitter-stichter van de Theosophical Society, kreeg hij twee documenten mee. Het eerste document bevatte de bevoegdheid om, als hij dit nodig zou achten, de door Olcott benoemde Raad van Toezicht in India op te heffen en om in India of in een ander deel van de wereld op te treden als voorzitter. In het tweede document werd hij benoemd als secretaris en penningmeester van de Theosophical Society, met het recht om die functies in Azië uit te oefenen.
Judge had de kamers van Blavatsky nog nooit bezocht. Hij wist dat er zich in deze kamers een schrijn bevond, waardoor boodschappen van en naar de Meesters werden verzonden. Toen hij de kamers voor het eerst bezocht ontdekte hij dat achter het schrijn een gat in de muur was gemaakt. Dit gat was slechts gedeeltelijk voltooid. De randen ervan waren nieuw en ruw met uitstekende einden van latten en de pleisterkalk lag nog op de grond. Een nog niet voltooide teakhouten kast, speciaal gemaakt met een onecht paneel dat het gat in de muur moest verbergen, was reeds geplaatst. Het paneel was echter te nieuw om te functioneren. Alles was ongelijk, niet gesmeerd en niet afgeschuurd. Het leek erop dat het echtpaar Coulomb getracht had de echtheid van de boodschappen in een slecht daglicht te plaatsen. Het echtpaar was echter weggezonden voordat zij het werk hadden kunnen afmaken.
Op 11 september 1884 verscheen de eerste aflevering van de aanval op de Theosophical Society en op Blavatsky in The Christian College Magazine. In aanwezigheid van vele personen werden alle aantijgingen onderzocht en ontkracht.
Judge had oorspronkelijk de bedoeling een lange tijd in India door te brengen. In het najaar van 1884 werd het schrijn verbrand en toen het oktobernummer van The Christian College Magazine verscheen, vertrok hij plotseling naar de Verenigde Staten, zonder daarvoor een reden op te geven.
Bij zijn terugkeer in New York ging Judge werken bij het advocatenkantoor waar ook Olcotts broer werkte. Hij bleef daar tot de laatste twee jaar van zijn leven.
Al zijn energie ging naar het bevorderen van de theosofie. Hij blies het werk in New York nieuw leven in en reorganiseerde het volgens het oorspronkelijke programma. Onder de naam The Aryan Theosophical Society of New York hield hij regelmatig bijeenkomsten, startte een theosofische uitleenbibliotheek en begon met het drukken van goedkope literatuur.
In april 1886 richtte hij, samen met Arthur Gebhard, het tijdschrift The Path op. Hij werd redacteur en Gebhard was business manager. Later werd dit tijdschrift het officiële orgaan van de Amerikaanse Theosophical Society. Na zijn werkdag als advocaat werkte hij daarna thuis tot diep in de nacht. Onder verschillende pseudoniemen schreef hij, in het begin, bijna elk artikel zelf.
Na problemen met Prof. Coues, voorzitter van de door Olcott in Amerika ingestelde Raad van Toezicht werd tijdens de conventie van oktober 1886 deze Raad opgeheven en werd een nieuw orgaan opgericht: de Amerikaanse Afdeling van de Algemene Raad. Hierin waren alle afdelingen vertegenwoordigd. Ook werd slechts één enkele functionaris aangesteld als General Secretary en als penningmeester. Judge werd gekozen om dat ambt te vervullen.
Door deze beslissing te publiceren in The Path werd Judge bekend bij alle leden en bij de voorzitters van de afdelingen van de Theosophical Society in Amerika. Coues werd op 22 juni 1889 door het uitvoerend comité van de Amerikaanse Afdeling uit de Theosophical Society gezet.
In 1893  sprak Judge over theosofie op het Parlement van Religies tijdens de Wereldtentoonstelling in Chicago en het jaar daarop op het Parlement van Religies van de Midwinter-tentoonstelling in San Francisco.
Toen op 21 januari 1892, Olcott het voornemen nam om wegens gezondheidsredenen ontslag te nemen als voorzitter van de Theosophical Society (een voornemen dat hij daarna introk), werd Judge door de Amerikaanse leden gekozen als zijn opvolger.
Dit zorgde voor de splitsing tussen wat in het Nederlands wordt genoemd de Theosofische Vereniging, de groep die bij Olcott bleef, ook genoemd de Theosophical Society (Adyar) en de groep die met Judge meeging, de Theosophical Society New York, nu (in het Nederlands) gekend als Theosofisch Genootschap.
Judge zette zijn theosofische werk voort. Hij blies nieuw leven in de Amerikaanse Theosophical Society. In 1886 waren er slechts ongeveer een dozijn afdelingen, tegen 1896 waren dat er meer dan honderd.
Jaren van onophoudelijke arbeid en de gevolgen van de Chagres-koorts eisten ten slotte hun tol. William Quan Judge stierf kort voor zijn 45ste verjaardag. Zijn laatste woorden waren: Laat er kalmte zijn. Houd vol. Haast u niet.
In een brief van Blavatsky uit 1888 noemde zij Judge het hart en de ziel van de Theosophical Society in Amerika.

## Werken
- Bhagavad-Gita, The Book of Devotion
- Conversations on Occultism
- Echoes of the Orient - Vol.I
- Echoes of the Orient - Vol.II
- The Inner Man
- Karma
- Mesmerism and Hypnotism
- Occult Philosophy
- The Ocean of Theosophy
- Theosophical Study and Practice
- Thougts on the Path
- Wisdom from the Past
- Work for Theosophy